# 結城伽寿也
結城 伽寿也（ゆうき かずや、1993年11月19日 - ）は、日本の俳優・タレント。宮城県出身。
株式会社bamboo所属。

## 略歴
- 大学1年時に渋谷で事務所スタッフにスカウトされ、芸能界入りする。[2]
- 2014年5月よりメンズダンスボーカルグループ「Rush×300」で結成来リーダーとして活動し、2019年1月にはTOKYO DOME CITY HALLで動員3000人のワンマンライブを成功させる。
- 2019年6月17日に同グループを卒業。同日、同事務所の男性アイドルグループ「B2takes!!」への加入が発表された。[3]
- 2022年1月7日にB2takes!!を卒業。以降、俳優業に専念する。[4]
- 同年4月3日付で8年間所属したAtoMエンターテイメントを契約満了に伴い退所。
- 同年4月4日より株式会社bambooに所属。

## 人物
- 特技：アクロバット
- 経験：歌唱、野球、器械体操、ハンドボール[5]
- 趣味：映画・配信ドラマ鑑賞、野球観戦、サウナ
- 身長：173 cm、血液型：A型、利き腕：左[6]
- 長所：負けず嫌い、短所：マイペース
- 家族構成：両親、弟2人、犬[7]
- 小・中学生時代は野球部、高校時代はハンドボール部に所属していた。野球でのポジションはピッチャー。[8]
- 法政大学デザイン工学部建築学科 卒業[9]。芸能活動と両立し、2017年3月に無事4年間の学業を終え卒業したことをツイートした[10]。

## 出演

### 舞台
2015 - 2019年
- 『人狼～赤い雪降る学園～』（2015年1月）
- LOVE&CHICK～マゼルナ×キケン～（2015年4月8日 - 13日、両国Air studio）
- 舞台『刀剣乱舞』〜虚伝 燃ゆる本能寺〜（2016年5月3日 - 14日、シアター1010 / 5月17日 - 20日、メルパルク大阪） - アンサンブルキャスト
- ミュージカル『イケメン王宮◆真夜中のシンデレラ』（2017年1月14日 - 22日、あうるすぽっと） - レオ＝クロフォード 役[11]
- アイ★チュウ ザ・ステージ～Stairway to Étoile～（2017年8月25日 - 27日、サンケイホールブリーゼ / 9月6日 - 10日、サンシャイン劇場） - レオン 役[12]
- アイ★チュウ ザ・ステージ ～Stairway to Etoile 2018～（2018年2月23日 - 3月1日、サンシャイン劇場） - レオン 役[13]
- アイ★チュウ ザ・ステージ ～Rose Écarlate～（2019年4月28日、シアター1010） - レオン 役（ゲスト出演）
- SIX SICKS Secret Party 2019（2019年10月3日 - 6日、シアターGロッソ） - 糺ノ森凛 役[14]
- アイ★チュウ ザ・ステージ 〜Rose Écarlate Deux〜（2019年10月11日、シアター1010） - レオン 役（ゲスト出演）

2020年
- 『ヒプノシスマイク-Division Rap Battle-』Rule the Stage -track.2- （2020年5月公演中止 → 8月12日 - 19日、品川ステラボール） - 影向道四郎 役[15]
- アイ★チュウ ザ・ステージ～Après la pluie～（2020年10月16日 - 18日、シアター1010 / 10月21 - 25日、東京建物BrilliaHall） - レオン 役[16]

2021年
- 『ヒプノシスマイク-Division Rap Battle-』Rule the Stage -track.2 replay- （2021年3月11日 - 21日、品川ステラボール） - 影向道四郎 役
- イケメンヴァンパイア◆偉人たちと恋の誘惑 THE STAGE ～Episode.1～ （2021年4月23日 - 27日、シアター1010）- フィンセント・ファン・ゴッホ 役[17]
- 『ヒプノシスマイク-Division Rap Battle-』Rule the Stage -Flava Edition- （2021年6月11日 - 13日・18日 - 20日、Mixalive TOKYO Club Mixa） - 影向道四郎 役[18]
- 『ヒプノシスマイク-Division Rap Battle-』Rule the Stage -Battle of Pride-（2021年8月14日・15日、大阪市中央体育館（丸善インテックアリーナ大阪） / 8月24日・25日、ぴあアリーナMM） - 影向道四郎 役[19]
- 朗読劇『Astrologhias！~mythos1~』（2021年9月3日 - 5日、科学技術館サイエンスホール） - ピスケス 役
- 『ワールドトリガー the Stage』 （2021年11月19日 - 28日、品川プリンスホテル ステラボール / 12月2日 - 5日、サンケイホールブリーゼ） - 奈良坂透 役[20]

2022年
- 『恋人は公安刑事』 from 100シーンの恋＋（2022年1月16日、赤坂RED/THEATER） - 東雲歩 役[21]
- 舞台『ぼくらの七日間戦争2022』（2022年2月4日 - 6日、東京建物BrilliaHall） - 宇野秀明 役[22]
- 舞台『東京リベンジャーズ』-血のハロウィン編- （2022年3月18日 - 21日、COOL JAPAN PARK OSAKA WWホール / 3月25日 - 4月1日、サンシャイン劇場） - 稀咲鉄太 役[23][24]
- ジュエルステージ『オンエア！』（2022年6月3日 - 12日、シアターGロッソ） - 黒曜護 役[25]
- シチュエーション朗読劇 『Love on Ride~ 通勤彼氏』vol.2 （2022年6月23日 - 25日、浅草花劇場） - 久遠結人・相沢巧真 役[26]
- 『ヒプノシスマイク -Division Rap Battle-』Rule the Stage《Rep LIVE side F.P》（2022年7月31日、Zepp Haneda） - 影向道四郎 役[27]
- 『ワールドトリガー the Stage』 大規模侵攻編 （2022年8月5日 - 14日、品川プリンスホテル ステラボール / 京都公演：8月19日 - 21日、京都劇場） - 奈良坂透 役[28]
- WBB vol.20.5『ギャングアワー』（2022年10月5日 - 9日、シアター・アルファ東京） - 主演 渋谷 役[29]
- 2.5次元ナビ！シアターVol.1～セッションしようゼ！～（2022年10月14日 - 16日、CBGKシブゲキ‼）[30]
- ミュージカル『ウインドボーイズ！』（2022年12月22日 - 27日、シアター1010）- 松原蘇岳 役[31]

2023年
- おねがいっパトロンさま！The Stage ～ココロを詠え～ （2023年1月26日 - 2月5日、新宿FACE） - 標 役[32]
- 『なめ猫 on STAGE』（2023年2月22日 - 3月1日、新宿FACE）[33]
- dopeⒶdope step.8 「ホリデースナッチ」（2023年4月20日 - 23日、吉祥寺シアター）[34]
- パフォーマンスユニットTWT vol.12 『SANADA Ⅺ』（2023年6月9日 - 18日、吉祥寺シアター）[35]
- ジュエルステージ『オンエア!』〜Unit Story side MAISY〜 （2023年7月15日 - 8月6日、品川プリンスホテル クラブeX） - 黒曜護 役[36]
- 『ヒプノシスマイク -Division Rap Battle-』Rule the Stage《Rep LIVE side Rule the Stage Original》（2023年8月9日 - 13日、品川プリンスホテル ステラボール）- 影向道四郎 役[37]
- 『ヒプノシスマイク-Division Rap Battle-』Rule the Stage -Battle of Pride 2023- （2023年9月3日、大阪城ホール / 9月7日 - 10日、ぴあアリーナMM） - 影向道四郎 役[38]
- 朗読劇『Astrologhias!~Extra~』 （2023年9月23日・24日、築地本願寺ブディストホール） - ピスケス 役[39]
- 舞台「苦闘のラブリーロバー」 （2023年10月4日 - ９日、シアターサンモール） - 谷ヤン 役[40]
- ジュエルステージ「オンエア！」～Unit Story side H×D～ （2023年10月13日、17日、20日、27日） - 黒曜護 役
- 舞台『東京リベンジャーズ』-聖夜決戦編- （2023年12月22日 - 25日、東大阪市文化創造館 Dream House 大ホール / 12月29日 - 2024年1月8日、品川プリンスホテル ステラボール） - 稀咲鉄太 役[41]

2024年
- 冒険者たちのホテル〜ドラゴンクエストXに集いし仲間たち〜（2024年2月7日 - 12日、品川プリンスホテル クラブeX）[42]
- パーセプションステージ『Opus.COLORs』（2024年5月10日 - 19日、品川プリンスホテル クラブeX） - 都築純 役[43]
- 舞台『野球』飛行機雲のホームラン 〜Homerun of Contrail（2024年6月22日 - 30日、天王洲 銀河劇場 / 7月6日 - 7日、サンケイホールブリーゼ） - 早崎歩 役[44][45]
- 舞台『東京リベンジャーズ』-天竺編-（2024年8月29日 - 31日、森ノ宮ピロティホール / 9月4日 - 16日、IMM THEATER） - 稀咲鉄太 役[46]
- 舞台『かげきしょうじょ!!』第2章（2024年12月12日 - 18日、三越劇場） - 白川暁也 役[47]

2025年
- 役替わり朗読劇『5years after』-ver.13-（2025年2月11日 - 13日、赤坂RED/THEATER）[48]
- 舞台『あの空はキミの中〜Play ball, never cry!〜』（2025年4月4日 - 7日、[吉祥寺シアター） - 理央 役[49]
- 赤塚不二夫生誕90周年記念公演『赤塚不二夫スクラップブック』（2025年4月15日 - 20日、CBGKシブゲキ!!）[50]
- 舞台『東京リベンジャーズ』-The LAST LEAP-（2025年6月26日 - 29日、COOL JAPAN PARK OSAKA WWホール / 7月3日 - 10日、KAAT神奈川芸術劇場 ホール） - 稀咲鉄太 役[51]
- 舞台『虚の王:‖』（2025年12月11日 - 18日〈予定〉、IMAホール）[52]

### 映画
- フィルムに宿る魂（2020年3月13日） - 岸本龍弥 役[53]
- 『ヒプノシスマイク-Division Rap Battle-』Rule the Stage -Battle of Pride 2023- （2024年2月公開予定）

### ライブ・イベント
- Rush×300
  - Rush×300 定期公演・リリースイベント・外部主催イベント等 （2014年5月 - 2019年6月、新大久保B-BOX 他）
  - Rush×300 First ワンマンライブ （2014年7月17日、JOL原宿）
  - Rush×300 1周年ワンマンライブ （2015年5月19日、JOL原宿）
  - B2takes!,Rush×300,小林涼,青木空夢！豪華14人のイケメン達と行く！秋のお泊まり温泉＆大運動会！ファン感謝祭ツアー! in 山梨県石和温泉 （2015年11月20日 - 21日、石和温泉ホテル君佳）
  - 第6回TEENS COLLECTION （2015年11月23日、さいたまスーパーアリーナ）
  - Rush×300 2015年集大成ワンマンLIVE 〜DEAD or ALIVE〜 （2015年12月16日、渋谷WOMB）[54]
  - Rush×300 1st Season ラストライブ （2016年4月1日、新大久保B-BOX）
  - Rush×300 2nd Season ワンマンライブ （2016年9月1日、新大久保B-BOX）
  - Rush×300『Fun×Fan×Fun Vol.2』（2016年10月27日、トミコシ高島平ボウル）
  - Rush×300 3周年ワンマンライブ （2017年5月6日、CLUB camelot）
  - B2takes!＆Rush×300 ツーマンライブ （2017年5月15日、マウントレーニアホール）
  - Rush×300 ワンマンライブ in 新宿ReNY （2017年6月5日、新宿ReNY）
  - Rush×300 ワンマンライブ『轟け爆音！稲妻Rush！！』 （2017年8月29日、TSUTAYA O-EAST）
  - Rush×300 ワンマンライブ 『降り注いだ光 五色のダイヤモンドダスト 〜WAR of RUSH〜』（2017年12月12日、TSUTAYA O-EAST）
  - Rush×300 『T.O.P ～As King Cobra～』発売記念LIVE （2018年3月24日、マウントレーニアホール）
  - Rush×300 4周年ワンマンライブ （2018年5月4日、渋谷WWWX）
  - Rush×300 『The Tour 2018「喜・怒・哀・楽」 ～「喜」in NAGOYA～』（2018年6月23日、名古屋MID）[55]
  - ジャカルタ縁日祭 （2018年6月30日 - 7月1日、ジャカルタ・Ennichisai Pop Stage）
  - 2018神宮外苑花火大会 （2018年8月11日、神宮球場） - オープニングアクト
  - Rush×300 『The Tour 2018「喜・怒・哀・楽」 ～「怒」in OSAKA～』 （2018年8月26日、americamura FANJ twice）
  - Rush×300 『The Tour 2018「喜・怒・哀・楽」 ～「哀」in TOKYO～』 （2018年10月20日、渋谷WWW）
  - アニメイトガールズフェスティバル2018 （2018年11月10日・11日、池袋サンシャインシティ）
  - Rush×300 『The Tour 2018『喜・怒・哀・楽』Last「楽」in TOKYO』（2019年1月4日、TOKYO DOME CITY HALL）
  - TOKYO GIRLS COLLECTION 2019 SPRING/SUMMER （2019年3月30日、横浜アリーナ） - オープニングアクト
  - TGC KUMAMOTO 2019 by TOKYO GIRLS COLLECTION （2019年4月20日、グランメッセ熊本） - オープニングアクト
  - Rush×300 5周年ワンマンライブ『Eternity Memory』 （2019年5月4日、横浜ベイホール）
  - Rush×300 『2nd season FINAL〜それぞれの道へ〜』 （2019年6月17日、赤坂BLITZ）
- B2takes!!
  - B2takes!! 定期公演・リリースイベント・外部主催イベント等（2019年8月～、池袋AKビル 他）
  - NEW・B2takes!! 初お披露目ワンマンLive!!～message Vol.1～ in CLUB CITTA’ （2019年8月28日、CLUB CITTA’）
  - B2takes!! 7th All in Live!!! ～message Vol.2～ （2019年12月23日、新宿BLAZE）[56]
  - B2takes!! presents "笑っていいかも！元気が出るライブ！" （2020年1月20日、新宿アルタKey studio）
  - B2takes!!の探偵ナイトスクール ～オンステージ～ （2020年1月26日、横浜関内ホール）
  - B2takes!! presents "元気が出るライブ！Vol2" （2020年2月9日、池袋harevutai）
  - 飛び出せっ！B2takes!! 〜重大発表ワンマンライブ!!〜 （2020年3月17日、新宿ReNY ※無観客公演）
  - B2takes!! 1st Japan Tour 〜WONDER CIRCUS〜 （2020年7月 ※全公演中止）
  - B2takes!! ～WONDER CIRCUS～ 振替公演 （2020年8月21日、横浜1000CLUB）
  - B2takes!! 8th Anniversary Live 「11 musical note ～8 Syncopation～」（2020年12月1日、新宿BLAZE）
  - NEXTER STAGE vol.1『AtoMしか勝たん！』（2020年12月6日、CLUB CITTA'）
  - B2takes!! 9th Anniversary Live（2021年12月30日、新宿BLAZE）
  - B2takes!! graduation Live 0107（2022年1月7日、恵比寿リキッドルーム）
- 個人活動

2017-2020年
- LIVE!! アイ★チュウ ザ・ステージ ～étincelle～ （2017年11月25日、Zepp東京） - レオン 役
- LIVE!! アイ★チュウ ザ・ステージ 〜Les quatre saisons〜 （2018年7月16日、東京国際フォーラム ホールC） - レオン 役
- LIVE!!! アイ★チュウ ザ・ステージ 〜Planète et Fleurs〜 （2019年7月27日、調布市グリーンホール大ホール）- レオン 役
- 青森ねぶた祭り協賛 第64回青森花火大会 （2018年8月7日、青森市青い海公園） - 公式アンバサダー
- #ActorsRoom vol.1 （2020年1月19日、高田馬場BSホール）[57]
- 吉岡佑 ゆうイベvol.3 （2020年12月26日、Alice aqua garden 田町） - ゲスト出演

2021年
- AtoM actors ROOM vol.1 （2021年3月7日、池袋AKビル）
- 『ヒプノシスマイク-Division Rap Battle-』Rule the Stage VISUAL COMMENTARY （2021年6月16日、Mixalive TOKYO Theater Mixa）[18]
- ACTORS☆LEAGUE 2021（2021年7月20日、東京ドーム）[58]
- AtoM actors ROOM vol.2 （2021年9月19日、スペースYホール）
- 結城伽寿也 28thバースデーイベント（2021年12月12日、グレースバリ新宿本店）
- 朗読劇「Astrologhias！～mythos1～」DVD発売記念イベント（2021年12月19日、SUBIR AKASAKA TOKYO）

2022年
- 舞台「東京リベンジャーズ」振り返り上映イベント（2022年6月5日、Mixalive TOKYO Theater Mixa）
- 佐川大樹企画「Another one」vol.3（2022年6月26日、音部屋スクエア高田馬場）
- TAISUKE WADA Solo Project 2022 "SUMMER GATE" Special Collaboration Live（2022年7月17日、GOTANDA G3） - ゲスト出演
- ACTORS☆LEAGUE in Baseball 2022（2022年8月22日、東京ドーム）[59]
- Astrologhias! エルスカディアフェスティバル（2022年9月4日、SUBIR AKASAKA TOKYO）
- WBB vol.20.5『ギャングアワー』アフタートークイベント（2022年10月9日、シアター・アルファ東京）
- 結城伽寿也 29th Birthday Event（2022年11月20日、LOFT9 Shibuya）
- 加藤良輔＆結城伽寿也 年末イベント2022（2022年12月30日、原宿RUIDO）

2023年
- 鐘ヶ江洸『K's Party 2nd』（2023年3月4日、歌舞伎町Sparkle） - ゲスト出演
- ACTORS☆LEAGUE in Baseball 2023（2023年7月3日、東京ドーム）[60]
- RSK×KZY LIVE vol.2（2023年9月16日、GOTANDA G2）
- TAISUKE WADA Special Birthday Live 「premium BOXXX」 （2023年10月14日、原宿RUIDO）
- 結城伽寿也 30th Birthday Event （2023年11月23日、LOFT9 Shibuya）

### テレビ番組
- 行列の出来る法律相談所（2015年10月18日、日本テレビ） - 再現VTR・有岡大貴 役
- ユアタイム（2017年1月27日、フジテレビ） - 特集コーナー

- 行列のできる法律相談所（2017年6月18日、日本テレビ） - 再現VTR
- 行列の出来る法律相談所（2018年2月26日、日本テレビ） - 再現VTR・志尊淳 役
- 行列の出来る法律相談所（2019年2月10日、日本テレビ） - 再現VTR・上田竜也 役
- バズリズム02（2019年3月23日、日本テレビ） - ゲストVTR出演
- かのおが便利軒（2019年4月～、仙台放送） - 不定期レギュラー出演
- B2takes!!の探偵ナイトスクール（2019年10月18日～12月14日、tvk・テレビ埼玉・千葉テレビ） - レギュラー出演
- HOTWAVE（2019年11月24日、テレビ埼玉） - ゲスト出演
- ミュージックHEAVEN（2020年10月5日、テレビ埼玉） - ゲスト出演
- 2.5次元ナビ！（2022年11月28日・2023年1月23日、日テレプラス）

### ラジオ
- B2takes‼︎の元気が出るラジオ‼︎（2019年7月 - 2020年3月、文化放送 超！A&G+） - 不定期レギュラー出演
- 文化放送レコメン！（2019年9月26日、文化放送） - ゲスト出演
- NONSTYLE井上の渋谷ジャック（2019年11月24日、渋谷クロスFM） - ゲスト出演
- オレたちやってマンデー（2020年2月24日、MBSラジオ） - サポート出演

### Web配信
- Rush×300 AMESTAGE（2016年10月 - 2017年7月、Ameba）
- Rush×300『TOBARI』（2017年10月 - 2018年3月、LINELive）
- Rush×300『Doki!DOki!』（2018年7月 - 2018年12月、FRESH LIVE）
- Rush×300『YONAKA』（2018年7月 - 12月、LINELive）
- アイ★チュウ ザ・ステージ 特別配信（2017年12月29日、ニコニコ生放送）
- ゆったーり定期便 第10回（2020年3月19日、ニコニコチャンネル） - ゲスト出演
- ゆったーり定期便 第15回（2020年3月19日、ニコニコチャンネル） - ゲスト出演
- B2takes!!お家でテレビ会議（2020年4月28日、YouTube）
- お家takes!!（2020年5月、YouTube）
- 『ヒプノシスマイク-Division Rap Battle-』Rule the Stage -Division Dance lesson- アサクサ・ディビジョン（2020年8月26日、シアターコンプレックス）
- 結城伽寿也2020バースデーイベント（2020年11月21日、ニコニコ生放送）
- bamboo official channel 『かずやのととのい部屋』（2022年4月26日～、ニコニコチャンネル） - 不定期レギュラー配信

### CM
- 楽天カード（2015年、楽天） - ポイント戦隊楽天カードマンズ・学生ブルー 役
- 牛角20周年CM「元気の魔法」（2015年12月、牛角）
- ブラックサンダー（2016年、有楽製菓 / WebCM）
- DMMブックス「もしも枕元で漫画を紹介してくれたら produced by DMMブックス」（2022年9月、DMMブックス  / TikTok）

### その他
- ゲーム・けもみみメロメロれしぴ（2018年、株式会社ケイブ ※開発中止） - ジョーカー 役（声の出演）[61]
- VRコンテンツ・Rush×300VR「RUSH The Secret Party 〜ダレニモイワネ？〜」（2018年2月2日、SKIYAKI VR）[62]
- ミュージックビデオ・アイドリッシュセブン『ナナツイロ REALiZE/IDOLiSH7』（2018年4月3日） - ダンスアクター
- アニメ・We are Rush×300! ざ ふらっしゅあにめーしょん（2018年4月 - 8月、FOD） - 声の出演[63]

## 作品

### CD
- Rush×300
  - Rush!! for your heart（2016年2月1日、BACSエンターテインメント）
  - mr.BOY（2017年6月15日、BACSエンターテインメント）
  - Red Siren（2017年9月28日、BACSエンターテインメント）
  - T.O.P as King Cobra（2018年4月5日、BACSエンターテインメント）
  - ミニアルバム『喜怒哀楽』（2018年6月23日、BACSエンターテインメント）※期間限定DLカード販売[64]
  - Doggy man（2019年3月1日、BACSエンターテインメント）
- B2takes!!
  - 証-Akashi-（2019年11月27日、キングレコード）
- アイ★チュウ ザ・ステージ - レオン 役
  - アイ★チュウ ザ・ステージ 劇中歌CD「Brand new day」（2017年11月25日、Liber Entertainment）
  - アイ★チュウ ザ・ステージ シャッフルユニットCD ～LES QUATRE SAISONS～ （2018年7月16日、Liber Entertainment）
  - アイ★チュウ ザ・ステージ ～Rose Ecarlate～ （2019年9月27日、Liber Entertainment）
- 『ヒプノシスマイク-Division Rap Battle-』Rule the Stage - 影向道四郎 役
  - 『Turn up the Stage』（2022年4月27日、キングレコード）[65]
- コラボレーション
  - TAISUKE WADA『BOXXX』（2023年10月8日）

### 写真集
- Rush×300 2016年カレンダー （2016年2月25日、BACSエンターテインメント）
- Rush×300 日めくりカレンダー2018 （2017年12月、BACSエンターテインメント）
- アイドルの本棚 デジタル写真集 Rush×300編1 （2018年10月12日、有限会社クー/株式会社VOLCANO）
- アイドルの本棚 デジタル写真集 Rush×300編2 （2018年10月19日、有限会社クー/株式会社VOLCANO）
- Rush×300 卓上カレンダー2019 （2019年1月5日、BACSエンターテインメント）
- 『ヒプノシスマイク-Division Rap Battle-』Rule the Stage -track.2- ビジュアルブック （2021年2月3日、ネルケプランニング）
- 『ヒプノシスマイク-Division Rap Battle-』Rule the Stage -Battle of Pride- ビジュアルブック （2022年1月5日、ネルケプランニング）
- 結城伽寿也 2023年カレンダー （2022年10月8日、bamboo）
- 結城伽寿也 2024年カレンダー （2023年10月7日、bamboo）